# 老街剑蕨
老街剑蕨（学名：Loxogramme lankokiensis），为剑蕨科剑蕨属下的一个植物种。